# Bonzelerhammer
Bonzelerhammer ist ein Ortsteil von Lennestadt im Kreis Olpe und liegt im Veischedetal an dem Teilabschnitt der B55, der von Bonzel nach Bilstein führt. 
Während sich die meisten Ortsnamen im Gebiet der Stadt Lennestadt bis in das 13. Jahrhundert und teilweise früher zurückverfolgen lassen, ist der Ort Bonzelerhammer vergleichsweise spät entstanden. Maßgeblich für den Ortsnamen war die Errichtung eines Hammerwerks in der Nähe der früh bezeugten Siedlung Bonzel.
Der Betriebsstandort war insofern günstig, weil mit dem Zufluss der Veischede eine ausreichende Wassermenge zum Antrieb eines Wasserrades mit dem angeschlossenen Fallhammer zur Verfügung stand. Mit dem Fallhammer wurde das Roheisen in bearbeitungsfähige Stücke verarbeitet.
Hinweise auf den Betrieb eines Hammers bereits im 17. und 18. Jahrhundert können nicht belegt werden. Nachprüfbare Quellen sind ab Anfang des 19. Jahrhunderts verfügbar. So mussten von dem Hammer in Bonzel im Jahr 1806 Einquartierungskosten erstattet werden, die im Amt Bilstein durch den Aufenthalt französischer Truppen für den Zeitraum März bis Oktober entstanden waren. Nach zwischenzeitlichem Verfall des Hammerwerks und Wechsel der Eigentümer gelangte der Betrieb im Jahr 1865 in das Eigentum der Siegerländer Hammerschmiedefamilie Fick. Im Jahr 1871 beschäftigte das Hammerwerk 7 Arbeiter. Um die Jahrhundertwende wurde der Betrieb eingestellt. In der Folgezeit wurde auf dem Gelände von anderen Betreibern zunächst die Produktion von Asphaltplatten aufgenommen, wegen Unwirtschaftlichkeit aber um 1910 wieder aufgegeben. Auch eine im Jahr 1922 errichtete Fabrik zur Herstellung von Spielwaren aus Blech musste im Jahr 1935 schließen.
Im Jahr 1935 erwarb der Plettenberger Kaufmann Egon Großhaus das Fabrikgelände. Das heute unter der Firmenbezeichnung Egon Grosshaus GmbH & Co KG geführte Unternehmen befasst sich mit der Stanz-, Feinstanz- und Stanzbiegetechnik und hat unter den Zulieferern der Automobil-, Elektro-, Maschinenbauindustrie eine bedeutende Stellung erreicht. Mit der Entwicklung der Firma Grosshaus hat der Ende Juni 2020 11 Einwohner zählende Ort eine gewisse Bekanntheit erlangt.